# Штендал
Штендал (њем. Stendal) град је у њемачкој савезној држави Саксонија-Анхалт. Једно је од 26 општинских средишта округа Штендал. Према процјени из 2010. у граду је живјело 41.853 становника. Посједује регионалну шифру (AGS) 15090535, NUTS (DEE0D) и LOCODE (DE STQ) код.

## Географски и демографски подаци
Штендал се налази у савезној држави Саксонија-Анхалт у округу Штендал. Град се налази на надморској висини од 32 метра. Површина општине износи 222,6 km². У самом граду је, према процјени из 2010. године, живјело 41.853 становника. Просјечна густина становништва износи 188 становника/km².

## Међународна сарадња
| Мјесто  | Држава               | Врста сарадње | Од    |
| ------- | -------------------- | ------------- | ----- |
|         | Пољска               | контакт       | 2000. |
| Беверли | Уједињено Краљевство | контакт       | 2000. |
| Гренобл | Француска            | контакт       | 2000. |
|         | Чешка                | контакт       | 2000. |
| Извор   |                      |               |       |